# Sidi Abed (Algeria)
Sidi Abed è un comune dell'Algeria, situato nella provincia di Tissemsilt.